# Fransined
Pour les articles homonymes, voir Contandin.
Francis Contandin, dit Fransined, né à Marseille le 21 octobre 1914 et mort dans la même ville le 17 octobre 2012, est un acteur français.
Il est le frère cadet de Fernandel (onze ans de moins) et l'oncle de Franck Fernandel. Artiste de cabaret et de music-hall principalement, il fait cependant de nombreuses apparitions au cinéma, généralement dans la figuration ou dans de petits rôles. Il est aussi chanteur et reprend certains succès de son frère, ou des chansons d'auteurs comme Vincent Scotto, Bob Cary et Paul Lemel.
Il est également connu sous le nom de Francinet, Fransinet et Sined.

## Biographie
Frère de l'acteur vedette Fernandel, leurs filmographies respectives ne comptent pourtant aucun film en commun[source insuffisante].
Il choisit son pseudonyme en ajoutant la première syllabe de son prénom (Francis) au nom d'artistes sous lequel étaient connus ses parents : Les Sined.
Sa carrière artistique est essentiellement centrée sur le cabaret, où il monte des numéros notamment de comique troupier. Il ne néglige pas non plus le cinéma, où il a généralement de petits rôles, ce qui était insuffisant pour en vivre mais satisfaisait sa curiosité et son intérêt pour le 7e art.
Au cinéma, ses apparitions se bornent souvent à des silhouettes (par exemple le fleuriste dans Jean de Florette et Manon des sources de Claude Berri) ou à de la figuration. Rares sont les films où Fransined a un rôle important (comme dans La Grande Java de Philippe Clair). Ainsi, malgré une filmographie très abondante (plus de 200 apparitions), il n'est généralement pas crédité au générique d'un film où, le plus souvent, il n'apparaît que quelques secondes. Il joue souvent un tenancier ou le client d'un bar, ou encore un postier, policier, gendarme, un soldat...
Étant également chanteur, Il enchaîne d'abord les tournées dans les cabarets. Au début de sa carrière dans les années 1930, il est essentiellement comique troupier (comme le fut son frère). Il monte souvent des one-man-shows dans lesquels il se met en scène avec sa gouaille méridionale.
Fransined participe à plusieurs disques à la fin des années 1970. L'interprète du Tango des globules (chanson de Bob Cary et Paul Lemel) chante également Vincent Scotto. Il publie plusieurs disques entre 1966 et 1978, notamment un album de reprises des chansons à succès de son frère.
Pendant les grèves de Mai 68, il présente un spectacle gratuit de cabaret à la gare de Lyon, à Paris, répondant ainsi à un appel à soutien du monde syndical, principalement de la CGT.
En 1972, il reprend un ancien succès de Fernandel Ne me dis plus tu (1938), qu'il chante dans de nombreuses émissions de télévision, dont (en janvier 1976) Ticket de rétro, émission de Jean-Christophe Averty.
À partir des années 1960, Fransined travaille également dans la publicité et tourne de nombreux réclames (produits d'entretien, machine à laver, etc.). En 2012, il tourne son dernier spot pour l'eau minérale La Salvetat.
S'il ne tournait pas de films avec Fernandel, c'est par choix. Voulant mener une carrière personnelle, souhaitant surtout ne pas bénéficier de la notoriété de son frère et construire sans favoritisme sa carrière sur son seul pseudonyme, avec ce qu'il a à proposer au niveau du spectacle et avec son talent, il apprécie néanmoins beaucoup son frère et reste volontairement dans son ombre, s'accommodant parfaitement de cette situation.
Cependant, le poids de Fernandel, immensément populaire, l'éclipse en grande partie, et Fransined reste peu connu du grand public. À l'exception de rares films (comme les deux films de Claude Berri, sortis en 1986-1987), sa filmographie compte peu de films marquants et surtout de nombreux films médiocres ou, au mieux, moyens (comme Adam est... Ève, de René Gaveau, en 1953).
En 1968 et 1987, le MIDEM et l'Académie des arts et techniques du cinéma le classent « chanteur et acteur le plus méconnu de France ».
Fransined meurt le 17 octobre 2012 à Marseille,,. Il est inhumé au cimetière Saint-Pierre de Marseille.

## Filmographie

### Cinéma
- 1935 : Un soir de bombe de Maurice Cammage
- 1938 : Le Héros de la Marne d'André Hugon : le Marseillais
- 1942 : Chambre 13 d'André Hugon : Douillard
- 1946 : L'Affaire du Grand Hôtel d'André Hugon
- 1946 : Le Gardian de Jean de Marguenat : Buffalo
- 1947 : Inspecteur Sergil de Jacques Daroy : un policier
- 1947 : Rumeurs de Jacques Daroy : le garçon de café
- 1948 : La Bataille du feu ou les joyeux conscrits de Maurice de Canonge : le planton
- 1949 : La Belle que voilà de Jean-Paul Le Chanois : Un gardien de prison
- 1951 : Le Garçon sauvage de Jean Delannoy : le coiffeur
- 1951 : Musique en tête de Claude Orval et Georges Combret : l'imprésario
- 1951 : Au pays du soleil de Maurice de Canonge
- 1951 : Duel à Dakar de Claude Orval et Georges Combret : Jimmy
- 1952 : La Minute de vérité de Jean Delannoy : un comédien en tournée
- 1952 : L'Île aux femmes nues de Henri Lepage : Marco
- 1952 : Le Club des 400 coups de Jacques Daroy : Machirou
- 1953 : Monsieur Scrupule gangster de Jacques Daroy
- 1953 : La Route Napoléon de Jean Delannoy : le pharmacien
- 1953 : Adam est... Ève de René Gaveau : le brigadier
- 1955 : Trois de la Canebière de Maurice de Canonge : un machiniste
- 1956 : Pas de grisbi pour Ricardo d'Henri Lepage : Mandrille
- 1957 : Paris clandestin de Walter Kapps : Un spectateur du cabaret et parieur aux courses
- 1957 : Arènes joyeuses de Maurice de Canonge
- 1958 : La Môme aux boutons de Georges Lautner
- 1959 : Visa pour l'enfer d'Alfred Rode
- 1959 : À rebrousse-poil de Pierre Armand
- 1960 : Le Pain des Jules de Jacques Séverac
- 1960 : Les Tortillards de Jean Bastia : le machiniste de la salle
- 1969 : Borsalino de Jacques Deray : un garçon chez Adrien
- 1970 : La Grande Java de Philippe Clair : Fernand Devot
- 1970 : Sur un arbre perché de Serge Korber : Le cafetier
- 1971 : Il était une fois un flic de Georges Lautner : le premier chauffeur de taxi
- 1975 : Julie était belle de Jacques-René Saurel : le journaliste
- 1985 : Jean de Florette de Claude Berri : le fleuriste
- 1985 : Manon des sources de Claude Berri : le fleuriste

### Télévision
- 1969-1974 : Maurin des Maures de Jean Canolle et Claude Dagues : un planton
- 1970 : Un mystère par jour (Série TV) : le gardien
- 1973 : Les Enquêtes du commissaire Maigret de François Villiers, (Téléfilm) : le patron de l'auberge
- 1973 : La vie rêvée de Vincent Scotto (Téléfilm) : le curé
- 1975 : Le Passe-montagne de Jean Vernier (Série TV) : Pétoune, le boulanger
- 1975 : Le Péril bleu (Téléfilm) : Chauchemade
- 1975 : Une femme seule (Série TV) : le patron de l'auberge du Mont Saint-Michel

## Théâtre
- 1967 : Les Lettres de mon moulin : L'Élixir du révérend père Gaucher d'Alphonse Daudet, mise en scène André Nader, Théâtre Charles de Rochefort